# شورية مزدوجة الصفوف
شورية مزدوجة الصفوف (الاسم العلمي:Shorea disticha) هي نوع غير مؤكد من النباتات تتبع جنس الشورية من فصيلة مجنحية الثمر.